# Ла Роза, Франческо
Франческо Ла Роза (итал. Francesco La Rosa; 9 декабря 1926, Мессина, Сицилия — 8 апреля 2020, Милан) — итальянский футболист, играл на позиции нападающего. Большую часть карьеры провёл в «Про Патрия», сыграл два матча за национальную сборную Италии.

## Клубная карьера
Во взрослом футболе дебютировал в 1947 году в любительской команде «Лавено-Момбелло», в которой провёл два сезона.
Своей игрой за эту команду привлёк внимание представителей тренерского штаба клуба Серии А «Про Патрия», к составу которого присоединился летом 1949 года. 11 сентября он дебютировал в высшей лиге в матче против «Ромы», столичный клуб выиграл со счётом 2:0. Ла Роза выступал за команду следующие три сезона своей игровой карьеры. Большую часть времени, проведённого в составе «Про Патрия», был основным игроком атакующего звена команды. В сезоне 1950/51 продемонстрировал свой лучший показатель результативности — 11 голов в чемпионате.
С 1952 года Ла Роза провёл по одному сезону в клубах «Триестина» и «Палермо», после чего в 1954 году вернулся в «Про Патрия». На этот раз провёл в составе команды ещё три сезона.
Завершил профессиональную игровую карьеру в клубе «Сондрио», за который выступал на протяжении 1957—1961 годов.

## Выступления за сборную
16 июля 1952 года дебютировал в официальных матчах в составе национальной сборной Италии в рамках футбольного турнира на Олимпийских играх 1952 года в Хельсинки, когда она разгромила сборную США (8:0). 21 июля Ла Роза провёл свой второй матч на турнире, в котором Италия уступила Венгрии со счётом 0:3 и вылетела из соревнования. После этого больше за сборную Ла Роза не играл.
Он также сыграл по одному матчу за вторую сборную Италии против Швейцарии Б (2:0, забил гол) и молодёжную сборную Италии против Турции (1:0).

## Смерть
8 апреля 2020 года Ла Роза умер в госпитале Пио Альберго Тривульцио в Милане в возрасте 93 лет из-за пандемии COVID-19.